# За верность науке

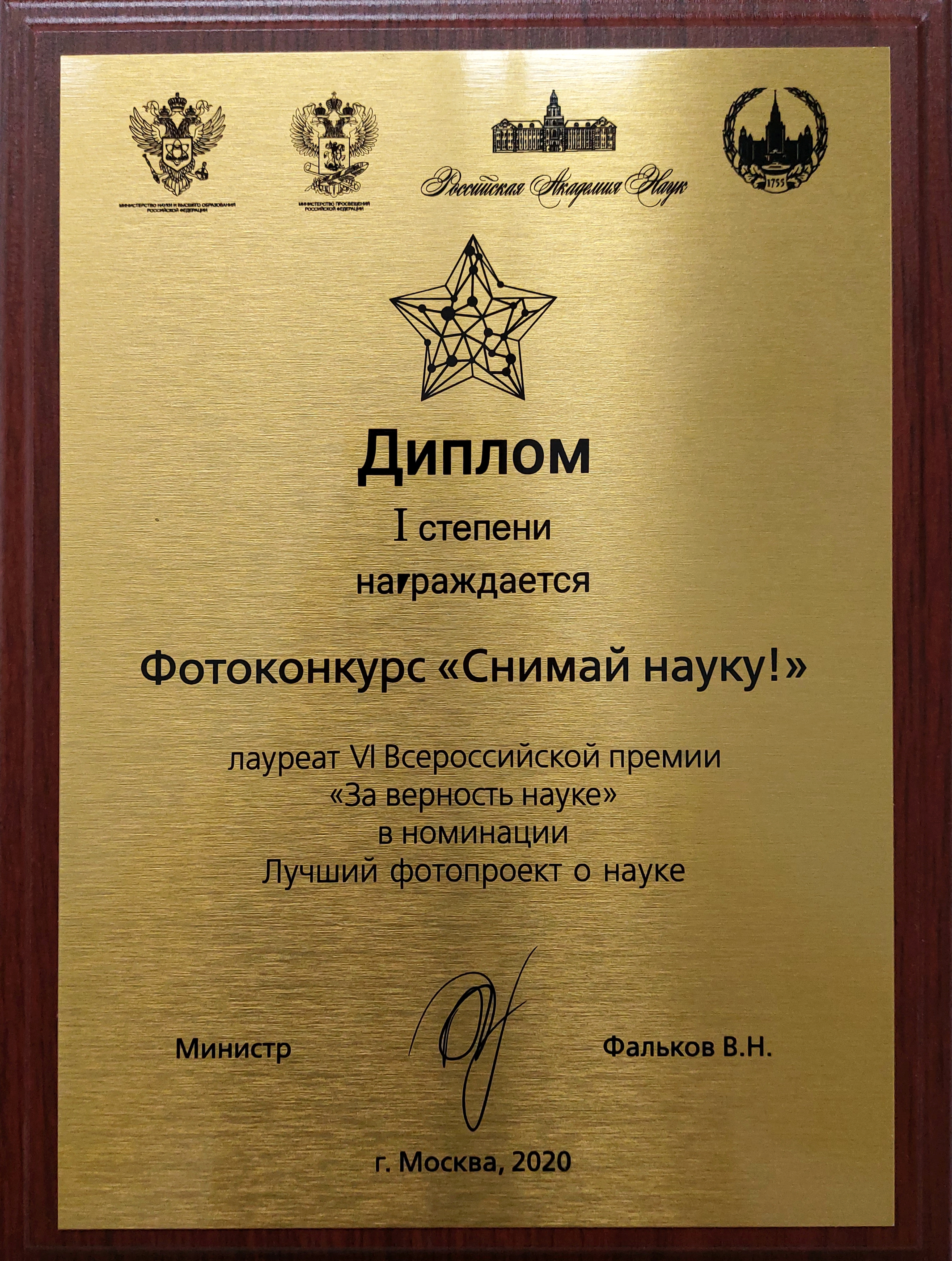
Фото диплома премии «За верность науке» за конкурс научных фотографий «Снимай науку»

«За ве́рность нау́ке» — ежегодная премия в сфере медиа за популяризацию научных достижений и поддержку престижа научной деятельности. Организатором выступает Министерство образования и науки при поддержке РАН и МГУ. Награду анонсировали в декабре 2014 года и приурочили ко Дню российской науки, который отмечается 8 февраля. Первое вручение состоялось 10 февраля 2015 года.

## Описание
Премия «За верность науке» является «выражением общественного признания региональным и федеральным средствам массовой информации и их отдельным представителям, учёным и организаторам самостоятельных проектов» и присуждается за заслуги в популяризации российской науки и поддержке престижа профессии учёного. Номинации, порядок присуждения и размер премии определяются ежегодно. Победителям вручается статуэтка в виде пятиконечной золотой звезды со вписанной в неё «атомной сеткой», к награде прилагается денежный приз. Призовой фонд формируется из средств спонсоров и партнёров мероприятия. Лауреат может быть удостоен премии повторно.
Отбором номинантов занимается Организационный совет — исполнительный орган, состав которого утверждает Минобрнауки. Оргсовет разрабатывает критерии участия и оценки, отбирает заявки, формулирует список номинантов и лауреатов, голосованием формирует Экспертный совет численностью не менее 25 человек, который выбирает победителей премии. В Экспертный совет входят представители министерства, авторитетные учёные, известные популяризаторы науки, научные журналисты и учредители фондов, поддерживающих науку. В разное время участниками были главы департаментов Минобрнауки Анна Усачёва и Сергей Салихов, академик РАН и ректор МГУ Виктор Садовничий, биоинформатик Михаил Гельфанд, молекулярный биолог Константин Северинов, директор фонда «Тотальный диктант» Ольга Ребковец, главреды журнала «Популярная механика» Елена Лозовская и Сергей Апресов, руководитель редакции портала «ТАСС-Чердак» Александра Борисова, создатель Клуба научных журналистов и популяризаторов Александр Сергеев, заместитель главреда журнала «Вокруг света» Егор Быковский, главред National Geographic Россия Александр Грек, научный журналист Алексей Паевский, физик-математик Тагир Аушев, профессор Сколковского института науки и технологий Наталья Берлова, биолог и популяризатор Егор Задереев, кристаллограф Артём Оганов, главный редактор «Троицкий вариант-наука» Борис Штерн, пресс-секретарь ФИОП Роснано и сооснователь редакции РИА Наука Илья Ферапонтов, а также многие другие.
На участников накладываются ограничения, которые обозначены в положении премии и опубликованы на официальном сайте. Например, не допускаются к участию члены текущего оргкомитета, участники не могут быть учреждены Минобром или финансироваться им более, чем на 50 %. Претенденты (физическое или юрлицо) должны иметь регистрацию в России и вести просветительскую деятельность преимущественно на русском языке. При отборе учитывается только вклад за минувший год.

## История
2014 год
Награду «За верность науке» анонсировала 2 декабря 2014 года директор Департамента информационной политики Минобрнауки Анна Усачева на пресс-конференции «Реформа РАН: год спустя». Предполагалось сделать награду ежегодной и приурочить ко Дню российской науки, утверждённому указом президента России в 1999 году, поэтому первое вручение было запланировано на 8 февраля 2015 года. Предполагалось, что награда побудит журналистов интенсивнее заниматься популяризацией, а за счёт привлечения к работе специалистов повысится качество материалов. На пресс-конференции объявили пять номинаций, охватывавших телевидение, печатные СМИ, радио, интернет-издания и «новые медиа».
2015 год
Первое вручение премии состоялось 10 февраля 2015 года. Организационный совет возглавил академик РАН Александр Кулешов, помимо него в совет входило ещё 10 человек. Местом проведения мероприятия выбрали Колонный зал Дома Союзов. Постановщиком первой торжественной церемонии и праздничного концерта стал театральный режиссёр Константин Богомолов. На мероприятие было приглашено более 200 (из предполагаемых 400) учёных и представителей научного сообщества со всей России. Церемония включала шесть номинаций. Участники отмечали излишнюю пышность организации. По мнению, уместнее было выбрать скромное помещение, а разницу затрат распределить между победителями, увеличив их денежное вознаграждение.
На вопрос о деньгах, сидящий в зале известный учёный из Дубны, заметил, что хоть одну научную церемонию провели достойно. А то все награждения даже за выдающиеся результаты проходят как-то убого.Костинский А.
Среди номинантов 2015 года, вошедших в шорт-лист, были журналы «Здоровье», «Популярная механика», «Наука и жизнь», «Химия и жизнь», лекторий «Полит.ру», Диссернет, проект Vert Dider, популяризаторы Евгения Тимонова, Александр Марков и другие. Призовой фонд первого мероприятия составил 375 тыс. рублей, вместе со статуэткой пять победителей получили по 75 тыс. рублей. Кроме того была озвучена шестая постоянная номинация — антипремия, которой отмечаются проекты, особенно активно распространявшие лженаучную информацию среди широкой аудитории. Антипремия и спецпремии Минобрнауки не предполагают денежное вознаграждение.
Первым лауреатом мероприятия стал Дмитрий Зимин — основатель фонда «Династия». Министр образования и науки Дмитрий Ливанов вручил ему спецпремию «За покровительство российской науке». Зимин в свою очередь призвал министра «способствовать тому, чтобы в календаре государственных праздников появился День просветителя». К моменту вручения фонд «Династия» уже несколько лет проводил в середине ноября подобный день, организуя лекции в Москве и других городах России (в мае того же года фонд «Династия» был признан «иностранным агентом» и Зимин принял решение о прекращении его деятельности).
2016 год
В январе 2016 года Экспертный совет объявил перечень финалистов II всероссийской премии «За верность науке». Всего министерство зарегистрировало 164 заявки, они преимущественно подавались на спецпремию и номинацию «Лучший онлайн-проект о науке». Церемонию провели 8 февраля в Московском международном Доме музыки. В оргкомитет входили Анна Усачёва, Сергей Салихов, Надежда Малкина (директор коммуникационного агентства АГТ, которое выиграло конкурс на проведение премии), научные журналисты Ольга Орлова, Александра Сергеева, Александра Борисова и другие. Призовой фонд премии обеспечил благотворительный фонд Алишера Усманова «Искусство, наука и спорт». Среди претендентов значились лекторий «Архэ», фестиваль «Эврика! Фест», Ася Казанцева, Татьяна Черниговская, издания «Газета.ру» и «Элементы», проект «Arzamas», лекторий Политеха и многие другие. Антипремия досталась «Российской академии психологии», её представители получили награду на церемонии и в скором времени объявили на своём сайте, что являются лауреатами премии «За верность науке» с дипломом за подписью Ливанова.
2017 год
Церемония награждения III ежегодной премии «За верность науке» прошла также 8 февраля в Доме музыки при поддержке фонда Усманова. Всего подали более 160 работ. Денежный приз победителей составил 100 тыс. рублей. Антипремию получила программа «Битва экстрасенсов», помимо неё финалистами стали «Национальный совет по гомеопатии» и информагентство Regnum «за систематическую пропаганду альтернативной климатологии, отрицающей парниковый эффект и глобальное потепление». За два дня до церемонии Минобрнауки объявило, что в перспективе может появиться новая номинация — за достижения в борьбе со лженаукой.
Популяризация науки нередко так же важна, как и сами научные достижения. Все, кто освещает науку, объединяет усилия ученых, научных организаций, средств массовой информации, бизнеса и других институтов гражданского общества — делает крайне необходимую работу, которая заслуживает всемерного поощрения. Премия «За верность науке» является одним из инструментов такой поддержки.Глава Минобрнауки Ольга Васильева
В сентябре 2017-го создательница крупнейшего «пиратского» портала научных публикаций Sci-Hub Александра Элбакян закрыла доступ к ресурсу для аудитории из России. В своём послании она раскритиковала научное сообщество и отметила, что её вклад никогда не был отмечен. В феврале 2018-го она отключила доступ повторно: «ни в списке лауреатов, ни в финалистах [премии „За верность науке“] никогда не значится Sci-Hub». В обсуждениях учёные и популяризаторы справедливо отмечали, что Элбакян не проходит по критериям премии, не имея российского гражданства.
2018 год
Приём заявок на IV премию «За верность науке» 2018 года был продлён, всего организаторы получили более 300 заявок. Церемонию вручения провели 6 февраля в здании Минобрнауки, награждение прошло по 12 номинациям, включая спецпремии. Включение коммуникационной кампании Меморандума «О лженаучности гомеопатии» в список номинантов премии в области лучших научно-популярных проектов вызвало новую волну дискуссии о вреде гомеопатии. В итоге Минобрнауки ограничилось вручением антипремии «Материа Медика Холдингу», держателю патентов на ряд гомеопатических средств, в том числе анаферон и импаза.
2019 год
Врученная в 2018 году антипремия вызвала резонанс. В феврале компания-производитель гомеопатических средств «Материа Медика Холдинг» обещала подать в суд, также заявив о сотрудничестве с несколькими факультетами МГУ. В марте университет, являющийся одним из организаторов премии, публично опровергал этот факт. Одновременно в феврале к Ольге Васильевой обратилась Национальная ассоциация производителей фармацевтической продукции и медицинских изделий АПФ с открытым письмом, в котором вступилась за «Материа Медика». Учёные и представители компаний отмечали в письме, что «подобные мероприятия наносят ущерб имиджу отечественной фарминдустрии и препятствуют развитию российской науки, а также являются вопиющим примером того, как имя Министерства используется для недобросовестной конкуренции в пользу зарубежных фирм, производящих сходную, но более дорогую фармацевтическую продукцию». В 2019 году антипремия не вручалась. В честь Международного года периодической таблицы химических элементов в список наград включили премию за популяризацию химии в 2018 году. Другим нововведением стала номинация «КЛАССная наука» — поддержка проектов, популяризирующих науку в школе. Церемония V Всероссийской премии состоялось 4 февраля в Москве.

## Номинации и лауреаты

### Номинации до 2021 года
Лучшая телевизионная программа о науке
- за 2014 — «Academia», телеканала «Россия — Культура»[37]
- за 2015 — «Вопрос науки», телеканалы «Наука 2.0» и «Россия-24»[13]
- за 2016 — «Чёрные дыры. Белые пятна», телеканал «Россия — Культура»[38]
- за 2017 — «Чудо техники», телеканал НТВ[39]
- за 2018 — «Гамбургский счёт», телеканал ОТР[36]
- за 2019 — «Не факт!», телеканал «Наука»[40]
- за 2020 — «Картина мира с Михаилом Ковальчуком», телеканал «Россия — Культура»[41]

Лучшее периодическое печатное издание о науке
- за 2014 — газета «Троицкий вариант — Наука»[37]
- за 2015 — научно-популярный журнал «Кот Шрёдингера»[13]
- за 2016 — журнал «Наука и жизнь»[38]
- за 2017 — журнал «Наука из первых рук»[42]
- за 2018 — журнал «Наука и жизнь»[36]
- за 2019 — научно-информационный журнал «В мире науки»[40]
- за 2020 — журнал «Популярная механика»[41]

Лучший онлайн-проект о науке
- за 2014 — научно-популярный проект «ПостНаука»[10]
- за 2015 — интернет-издание N + 1[43]
- за 2016 — научно-популярный проект «ПостНаука»[38]
- за 2017 — интернет-издание «Индикатор»[39]
- за 2018 — интернет-издание N + 1[36]
- за 2019 — проект «КиберЛенинка»[40]
- за 2020 — проект «Люди науки» АКСОН[41]
- за 2020 — интернет-издание N+1 (лучшее электронное СМИ)[41]

Лучший научно-популярный (или научно-просветительский) проект года
- за 2014 — музей «Экспериментаниум»[1]
- за 2015 — проект Science Slam Россия[13]
- за 2016 — культурно-просветительский центр «Архэ»[38]
- за 2017 — серия мероприятий «Учёные против мифов»[39][42][44]
- за 2018 — проект «Курилка Гутенберга»[36]
- за 2019 — фестиваль Science Bar Hopping[40]
- за 2020 — проект Science Slam[41]
- за 2022 — сообщество «ВНауке» Департамента по работе с сообществами VK[45]

Лучшая фоторабота о науке
- за 2015 — проект-экспедиция Александра Семёнова «Акватилис»[46]
- за 2016 — фотопроект Василисы Бабицкой «Красивая наука»[38]
- за 2017 — серия «Дикая природа в объективе Ильи Гомыранова»[39][42]
- за 2018 — мультимедийный проект «Наука в формате 360°» пресс-службы Российского научного фонда[36]
- за 2019 — фотоконкурс «Снимай науку!»[40]

Специальная премия «Популяризатор науки»
- за 2014 — палеонтолог Александр Марков[10]
- за 2015 «За верность науке» — Сергей Попов, ведущий научный сотрудник Государственного астрономического института имени Штернберга[46]
- за 2016 — лингвист Андрей Зализняк[38]
- за 2017 — антрополог Станислав Дробышевский[42]
- за 2018 «Популяризация химии» — учёный, преподаватель, автор Аркадий Курамшин[36]

Лучшая радиопрограмма о науке
- за 2016 — «Гранит науки», радиостанция «Эхо Москвы»[38]
- за 2017 — «Передача данных», радиостанция «Комсомольская правда»[47]
- за 2018 — «Учёный свет», радиостанция «Говорит Москва»[36]
- за 2020 — «100 минут о Вселенной» в шоу «Физики и лирики», радиостанция «Маяк»[41]

Лучший детский проект о науке
- за 2015 — лекторий «Учёные — детям» («Экспериментаниум»)[13]
- за 2017 — журнал «Квантик»[39]
- за 2018 — мультсериал «Фиксики»[36]
- за 2019 — программа «Микроистория», телеканал «Карусель»[40]

Лучший проект о науке в социальных сетях
- за 2017 — канал «Химия — просто», Александр Иванов[48]
- за 2018 — проект Vert Dider — перевод и озвучка научпоп-видео[36]
- за 2019 — сообщество «Открытый космос»[40]

Антипремия
- за 2014 — телеканал РЕН ТВ за документальные проекты[1]
- за 2015 — компания «Российская академия психологии»[15][49]
- за 2016 — программа «Битва экстрасенсов» телеканала ТНТ[50][51]
- за 2017 — производитель гомеопатии «Материа Медика Холдинг»[52]

Специальные премии и спецпризы
- за 2014 премия за покровительство российской науке — Дмитрий Зимин, основатель фонда «Династия»[9]
- за 2017 премия «Прорыв года» — научно-просветительский проект «НаукаPRO»[42]
- за 2017 премия «Особый взгляд» — корреспондент МИА «Россия сегодня» Александр Телишев[53]
- за 2017 премия за вклад и популяризацию российской науки и развитие научной журналистики — проект «Снимай науку» телеканала «Наука»[42]
- за 2018 премия «КЛАССная наука» — проект «Микрокосмос» педагога Анатолия Михальцова[36]
- за 2018 премия «Прорыв года» — просветительская акция «Открытая лабораторная»[36]
- за 2019 премия за лучший медийный проект по нацпроекту «Наука» — новостной портал Indicator.ru[40]
- за 2019 премия лучшей научной редакции — редакция «Наука ТАСС»[40]
- за 2019 премия студенческому медиапроекту о науке — «Наука на Урале», УрФУ[40]
- за 2019 премия «КЛАССная наука» — проект «КЛАССный ученый», выездные лекции учёных в школы города Новосибирска[40]
- за 2019 специальный приз — Международный год Периодической таблицы химических элементов в России[40]
- за 2020 премия за лучший проект, направленный на защиту исторической правды — лонгрид «Поколение Д» в ТАСС
- за 2020 премия за стратегию научно-технологического развития РФ — проект «Неизвестные герои науки» РНФ
- за 2020 премия за лучший проект по освещению Года науки и технологий в РФ — «Год науки и технологий в Московском университете»
- за 2020 премия за популяризацию нацпроекта «Наука и университеты» — передача «Ну и ну! Новости науки с Крутилкиным и Вертелкиным» на Детском радио
- за 2020 спецприз «Росатома» за популяризацию атомной отрасли — проект «Путь атома» «ПостНаука»
- за 2020 спецприз «Роскосмоса» за популяризацию космической отрасли — проект лунного микроспутника группы инженеров-разработчиков по инициативе Виталия Егорова
- за 2020 премия за вклад в популяризацию науки и технологий среди учёных, журналистов, преподавателей и общественных деятелей — Юрий Оганесян
- за 2020 премия за вклад в популяризацию науки и технологий среди молодых учёных — физик-теоретик и популяризатор науки Алексей Федоров
- за 2020 спецприз имени Даниила Гранина — издание «100 лет Службе внешней разведки Российской Федерации. Документы и свидетельства», коллектив авторов под редакцией Сергея Нарышкина[41]

### Номинации с 2022 года
Научный журналист года
- за 2021 — Юрий Медведев, замредактора отдела науки и образования «Российской газеты»[54][55]
- за 2022 — Александр Грек (TechInsider)[45]

Научный фотограф года
- за 2021 — Игорь Василевич за серию фотографий работы российских учёных на архипелаге Шпицберген[54][55]

Научный режиссёр года
- за 2021 — Юлия Киселева, фильм «Чип внутри меня»[54][55]

Наука как искусство
- за 2021 — выставка фотографий «Наука — это красиво» Курчатовского института[54][55]
- за 2022 — проект «Биостанция. Лаборатория технологического искусства» (Институт физиологии имени Павлова РАН)[45]

Наука — это модно
- за 2021 — Сергей Мерц, один из создателей коллайдера NICA дубненского Объединенного института ядерных исследований[54][55]
- за 2022 — Исхак Фархутдинов (Государственный геологический музей имени Вернадского РАН)[45]

Биогенетическое просвещение
- за 2021 — выставка «Жизнь с вирусами» Политехнического музея и Национальной иммунобиологической компании[54][55]

Научная пресс-служба года
- за 2021 — ТГУ[54][55]
- за 2022 — Институт космических исследований РАН[45]

Лучший научно-популярный студенческий проект
- за 2021 — молодёжный научно-популярный журнал «Большая Железяка» Московского политеха[54][55]
- за 2022 — мультимедийная выставка-архив «Другой Менделеев. Судьба морского офицера» (СПбГУ)[45]

Экологическое просвещение
- за 2021 — проект «Окружающий мир» РГО[54][55]

Защита исторической правды
- за 2021 — книга «Суд народов» Александра Звягинцева («Риопол-классик»)[54][55]
- за 2022 — спецпроект «Дорога жизни» (ТАСС)[45]

Наука — миру
- за 2022 — Global Atomic Quiz на 11 языках Global Atomic Quiz («Росатом», оператор – Naked Science)[45]

Десятилетие науки и технологий
- за 2022 — Музей БИОТЕХ центра Биотехнологии РАН[45]

Наставник
- за 2022 — Пётр Ширков, к.ф.-м.н., сотрудник Учебно-научного центра ОИЯИ, педагог физико-математического лицея имени Кадышевского в Дубне[45]

Специальные призы
- за 2021 спецприз имени Даниила Гранина — ТАСС за материалы о научных разработках России и СССР
- за 2022 спецприз имени Даниила Гранина — книга «Химия с Артёмом Огановым» (МИСИС)
- за 2021 за популяризацию отечественных разработок от «Ростеха» — проект «Чё по науке» Московского авиационного института
- 2022 за популяризацию отечественных разработок — фильм «Мир 2052. Увидеть будущее» (ВШЭ и RT)
- 2021 за популяризацию атомной отрасли от «Росатома» — проект «Мир без Науки не интересен!» Владимира Решетова (МИФИ)
- 2022 за популяризацию атомной отрасли — спецпроект «Оказывается, они российские» (РБК)
- 2021 за популяризацию космической отрасли от «Роскосмоса» — проект «Летняя космическая школа» центра инноваций «Радиант»[54][55]
- 2022 за популяризацию космической отрасли — просветительский марафон «Ключ на старт» (общество «Знание»)[45]